# Узкопалый речной рак
Узкопалый речной рак (лат. Astacus leptodactylus) — вид десятиногих ракообразных из инфраотряда Astacidea. Распространён в пресных водоёмах на всей территории Европы.

## Описание
Узкопалый речной рак длиной от 16 до 18 см, иногда до 30 см. Окрас тела от светло-песочного до светло-коричневого цвета. Телосложение стройнее, чем у широкопалого речного рака, самый заметный отличительный признак — это обе сильно вытянутые клешни.

## Образ жизни
Рак предпочитает тёплые, прогретые летом, богатые питательным веществом низменные водоёмы или медленно текущие реки. Он живёт также в загрязнённых водоёмах. Если имеются подходящие береговые откосы, он сам копает жилые норы. Он более устойчив к загрязнению чем широкопалый речной рак.
Первоначально рак проживал в районе Чёрного и Каспийского морей. После эпизоотии чумы раков он был завезён в несколько водоёмов Центральной Европы, так как ошибочно полагали, что этот вид устойчив к чуме раков.
В середине XIX века был интродуцирован в Зауральские озёра.

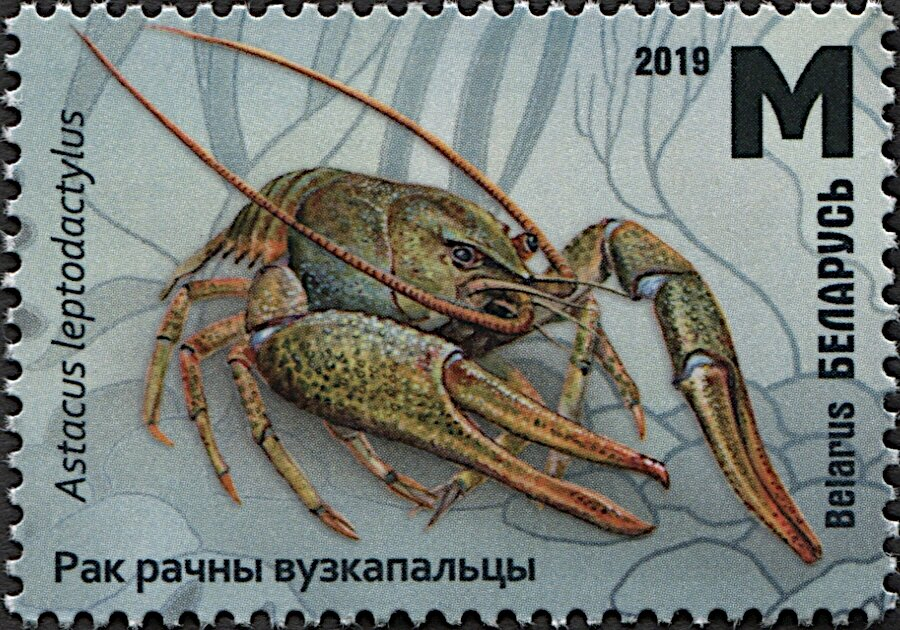
Почтовая марка Белоруссии 2019 года